# 澤列涅 (杜布諾區)
50°27′38″N 25°46′50″E / 50.46056°N 25.78056°E
澤列涅（烏克蘭語：Зелене），是烏克蘭的村落，位於該國西北部羅夫諾州，由杜布諾區負責管轄，始建於1922年，面積0.57平方公里，海拔高度206米，2001年人口238，人口密度每平方公里416.8人。